# René Blancard
Pour les articles homonymes, voir Blancard.
René Blancard (né le 12 mars 1897 dans le 9e arrondissement de Paris et mort à Asnières-sur-Seine le 6 novembre 1965) est un acteur et scénariste français, dont la carrière, commencée dans les dernières années du cinéma muet, se poursuivit pendant plus de quarante ans, jusqu'à sa disparition en 1965.

## Biographie
Élève du conservatoire d'art dramatique, il fit du théâtre et joua notamment au Vieux-Colombier avec Jacques Copeau, ainsi qu'à l'Odéon. Au cinéma il tourna plus de 80 films entre 1922 et 1965.
Son épouse était l'actrice du muet Jeanne Rollette (1891-1994), qui joua dans plusieurs films entre 1918 à 1924, dont plusieurs avec Louis Feuillade.

## Filmographie

### Comme acteur
- 1922 : Les Mystères de Paris de Charles Burguet
- 1924 : La Joueuse d'orgue de Charles Burguet
- 1924 : Faubourg Montmartre de Charles Burguet
- 1933 : Âme de clown de Marc Didier
- 1937 : Un coup de rouge  de Gaston Roudès
- 1938 : Monsieur Coccinelle de Dominique Bernard-Deschamps : Presto
- 1938 : Belle Étoile de Jacques de Baroncelli : Le commissaire
- 1941 : Le Briseur de chaînes de Jacques Daniel-Norman : Ferdinand
- 1942 : L'assassin habite... au 21 de Henri-Georges Clouzot : Picard
- 1943 : L'Honorable Catherine de Marcel l'Herbier: L'employé
- 1943 : Le Voyageur de la Toussaint de Louis Daquin : Le directeur du théâtre
- 1943 : La Main du diable de Maurice Tourneur : Le chirurgien
- 1943 : Le Chant de l'exilé de André Hugon : Itchoua
- 1943 : Au bonheur des dames de André Cayatte : Colomban
- 1943 : Les Roquevillard de Jean Dréville : Charles Marcellaz
- 1943 : Tornavara de Jean Dréville : Gourier
- 1943 : Mermoz de Louis Cuny
- 1944 : Vautrin de Pierre Billon : Coquard
- 1944 : La Cage aux rossignols de Jean Dréville : Monsieur Rachin
- 1946 : Le Dernier Sou de André Cayatte
- 1946 : Raboliot de Jacques Daroy : Bourrel
- 1946 : Mensonges de Jean Stelli : Joseph
- 1946 : Les Portes de la nuit de Marcel Carné : Le voisin de palier
- 1947 : Inspecteur Sergil de Jacques Daroy : Goujon
- 1947 : La Dame de Haut-le-Bois de Jacques Daroy : Le notaire
- 1947 : Miroir de Raymond Lamy : Boisrond
- 1947 : Les Gosses mènent l'enquête de Maurice Labro : Morgain
- 1947 : Quai des Orfèvres de Henri-Georges Clouzot : Le commissaire principal de la P.J.
- 1947 : Danger de mort de Gilles Grangier : Chauvieu
- 1948 : Route sans issue de Jean Stelli : Fournier
- 1948 : Le Dessous des cartes (Manù il contrabbandiere) - version italienne - de Lucio De Caro
- 1948 : Le Dessous des cartes de André Cayatte : Le brigadier
- 1948 : Sergil et le Dictateur de Jacques Daroy : Goujon
- 1948 : Cité de l'espérance de Jean Stelli : Le commissaire
- 1948 : Les Casse-pieds (ou Parade du temps perdu) de Jean Dréville : Thomas
- 1949 : Un certain monsieur de Yves Ciampi : Commissaire Bellefontaine
- 1949 : Le Grand rendez-vous de Jean Dréville : Commissaire Basquet
- 1949 : 56, rue Pigalle de Willy Rozier : Lucien Bonnet
- 1949 : Le Droit de l'enfant de Jacques Daroy : Pérignon
- 1949 : Bal Cupidon de Marc-Gilbert Sauvajon : Turnier
- 1949 : Le Paradis des pilotes perdus  de Georges Lampin : Inspecteur Simonet
- 1949 : L'Épave de Willy Rozier : Le patron
- 1950 : La Marie du port de Marcel Carné : Dorchain
- 1951 : Porte d'Orient de Jacques Daroy : Baptiste
- 1951 : Pas de pitié pour les femmes de Christian Stengel : Me Tirgen, l'avocat
- 1951 : Sous le ciel de Paris coule la Seine (Sous le ciel de Paris) de Julien Duvivier : Le professeur Bertelin
- 1951 : Rue des Saussaies de Ralph Habib : Inspecteur Martial
- 1952 : Le Plaisir de Max Ophüls : Mayor (segment "La Maison Tellier")
- 1952 : Duel à Dakar de Claude Orval et Georges Combret : Doirel
- 1952 : Nous sommes tous des assassins de André Cayatte : Albert Pichon
- 1952 : Drôle de noce de Léo Joannon : Mr Victor
- 1952 : La Pocharde de Georges Combret
- 1953 : Quitte ou double de Robert Vernay : Me Albert Chassagne
- 1953 : Suivez cet homme de Georges Lampin : Dr. Corbier
- 1953 : Les Amours finissent à l'aube de Henri Calef : Jaltex
- 1953 : Horizons sans fin de Jean Dréville : René Gaudin
- 1953 : Monsieur Scrupule gangster de Jacques Daroy
- 1954 : Quai des blondes de Paul Cadéac : Commissaire Brochant
- 1954 : La Rage au corps de Ralph Habib : Le bistro
- 1954 : Le Défroqué de Léo Joannon : M. Lacassagne
- 1954 : Adam est... Ève de René Gaveau : M Beaumont
- 1954 : Marchandes d'illusions de Raoul André : Le commissaire Denys
- 1954 : La Reine Margot de Jean Dréville : Petit rôle
- 1954 : Napoléon de Sacha Guitry
- 1955 : Escale à Orly de Jean Dréville : Martin, directeur d'Air France
- 1955 : Mademoiselle de Paris de Walter Kapps: Le père de Micheline
- 1955 : La Main au collet (To Catch a Thief) de Alfred Hitchcock : Insp. Lepic (Doublé par Raymond Rognoni dans la version française)
- 1955 : Un missionnaire de Maurice Cloche : Rouhaut
- 1956 : Vous pigez ? (Vous pigez) de Pierre Chevalier : Clifton
- 1956 : Si Paris nous était conté de Sacha Guitry : Aubineau
- 1956 : Le Long des trottoirs de Léonide Moguy : M. Dupré
- 1956 : Grande rue (Calle Mayor) de Juan Antonio Bardem
- 1957 : Miss Catastrophe de Dimitri Kirsanoff : Denys
- 1957 : Les Suspects de Jean Dréville : Inspecteur Rentier
- 1957 : La Polka des menottes de Raoul André : M. Matheu, le père d'Elisabeth
- 1958 : Sérénade au Texas de Richard Pottier : Le shérif
- 1958 : Secret professionnel de Raoul André
- 1959 : Le Petit Prof de Carlo Rim : M. Boulard
- 1959 : Le Fric de Maurice Cloche : L'huissier
- 1959 : Julie la rousse de Claude Boissol : M. Lavigne, le père d'Édouard
- 1959 : La Verte Moisson de François Villiers : M. Borelli
- 1960 : La Vérité de Henri-Georges Clouzot : L'avocat général
- 1962 : Jusqu'à plus soif de Maurice Cloche : Le brigadier Lesourd
- 1963 : Un roi sans divertissement de François Leterrier : Le curé
- 1965 : Passeport diplomatique agent K 8 de Robert Vernay: Raddel

### Comme scénariste
- 1954 : Marchandes d'illusions

### Courts Métrages
- 1936 : Transigeons - court métrage - de Hubert Bourlon
- 1945 : L'enquête du 58 - court métrage - de Jean Tedesco

## Télévision
- 1954 : L'Affaire Lafarge de Stellio Lorenzi (téléfilm) : le Procureur
- 1957 : En votre âme et conscience, épisode : L'Affaire Allard de  Jean-Paul Carrère (TV) : l'Avocat Général
- 1958 : La Caméra explore le temps : L'étrange mort de Paul-Louis Courier de Stellio Lorenzi
- 1959 : La Caméra explore le temps : Le véritable Aiglon : Belliard
- 1962 : L'inspecteur Leclerc enquête de Marcel Bluwal : Des huîtres pour l'inspecteur, série TV
- 1965 : Belle et Sébastien (série TV) : Le commissaire Leduc

## Théâtre
- 1921 : Les Misérables de Paul Meurice et Charles Hugo d'après le roman de Victor Hugo, théâtre de l'Odéon
- 1933 : La Femme en blanc de Marcel Achard, théâtre Michel
- 1936 : Trois...Six...Neuf... de Michel Duran, mise en scène Jean Wall, théâtre Michel
- 1943 : L'École des ménages d'Honoré de Balzac, mise en scène Jean Meyer, théâtre Saint-Georges
- 1951 : Tapage nocturne de Marc-Gilbert Sauvajon, mise en scène Jean Wall, théâtre Édouard VII
- 1959 : Gog et Magog de Roger MacDougall et Ted Allan, mise en scène François Périer, théâtre de la Michodière

## Doublage

### Films
- 1950 : Le Grand Alibi : Inspecteur Byard (André Morell)
- 1951 : Show Boat : le capitaine Andy Hawks (Joe E. Brown)
- 1952 : Miracle à Tunis : MacWade (Rhys Williams)
- 1952 : Histoire de trois amours : Antoine Legay (Steven Geray)
- 1954 : Le Beau Brummel : Dr Dubois (George de Warfaz)
- 1955 : Le Brave et la Belle : Jesus "Chucho" Solorzano
- 1956 : L'Homme qui n'a jamais existé : l'amiral Cross (Laurence Naismith)
- 1957 : Rendez-vous avec une ombre : Charlie Cuneo (Herb Vigran)
- 1960 : Commando de destruction : le général Loomis (Alan Baxter)
- 1962 : Fureur à l'ouest : Sam Clay (Joe McGuinn)
- 1963 : Main basse sur la ville : De Angelis (Salvo Randone)
- 1963 : La Poupée diabolique : l'oncle Walter (Philip Ray)
- 1964 : La Reine du Colorado : Christmas Morgan (Jack Kruschen) et M. Fitzgerald (Lauren Gilbert)
- 1965 : Comment tuer votre femme : Dr Bentley (Jack Albertson)